# Schultesia
Schultesia é um género botânico pertencente à família Gentianaceae.